# Sinopoda xieae
Sinopoda xieae är en spindelart som beskrevs av Peng och Yin 200. Sinopoda xieae ingår i släktet Sinopoda och familjen jättekrabbspindlar. Inga underarter finns listade i Catalogue of Life.